# Schwarzes Eis
Schwarzes Eis (englisch: The Black Ice) ist der zweite Roman des US-amerikanischen Krimi-Autors Michael Connelly. Es ist das zweite Buch der Harry-Bosch-Serie, erschienen 1993, auf Deutsch 1996. Der Roman erhielt 1995 den Maltese Falcon Award.

## Handlung
Ein toter Polizist, Calexico Moore, in einem heruntergekommenen Motel-Zimmer in Hollywood – alles sieht nach Selbstmord aus. Bosch glaubt nicht an einen Selbstmord und will den Fall lösen, gegen den erklärten Willen von Assistant Chief Irvin Irving.
Bosch wird von dem Fall abgezogen, doch findet er einen Zusammenhang zu einem liegengebliebenen Fall seines Kollegen Lucius Porter, der sich wegen Stress vom Dienst hat beurlauben lassen. Die Spur führt zu Cal Moore und nach Mexicali, Mexiko. Auf der amerikanische Seite der Grenze bei Mexicali liegt Calexico, die Stadt nach der Moore seinen Vornamen hatte. Und von dort kommt auch die Droge namens „Black Ice“, die gerade Los Angeles überflutet. Im Alleingang will Harry Bosch den Drogenboss Zorillo, genannt „Der Papst“ und seinen Auftragskiller überführen.
Bosch vermutet, dass der sogenannte „Papst“, der Drogenboss Humberto Zorillo aus Mexicali, ein Halbbruder von Moore ist und dass Moore die Geschäfte des Kartells in Los Angeles führte. Bosch fährt gegen den Willen von Irving nach Calexico, wo er das leerstehende Gebäude – das „Schloss“ – besucht, in dem Moore als Kind einer Bediensteten aufgewachsen ist. Danach überquert er die Grenze nach Mexicali, wo er herausfindet, wie die Droge „Black Ice“ nach Kalifornien geschmuggelt wurde. Es wurde auf Zorillos Ranch hergestellt und durch einen Tunnel zu einem scheinbar normalen Unternehmen gebracht, das es dann nach Los Angeles brachte. Die amerikanische Drogenfahndung DEA stürmt in einer Razzia die Drogen-Ranch, kann Zorillo aber nicht fassen. Bei der Razzia sind mehrere Hubschrauber beteiligt, die Bosch wie die Tunnel der Schmuggler an seine Zeit als Tunnelratte im Vietnam-Krieg erinnern.
Bosch ahnt, wohin der Drogenboss geflohen ist. Er stellt ihn im „Schloss“ in Calexico. Der Flüchtige war nicht Zorillo, sondern Cal Moore. Die als Moore fälschlich identifizierte Leiche war in Wirklichkeit Zorillo. Moore hatte Zorillo getötet und seinen Platz in der Leitung des Drogenkartells in Mexicali eingenommen. Den Mord an seinem Halbbruder wollte er als seinen eigenen Selbstmord erscheinen lassen. Moore versucht Bosch mit viel Geld auf seine Seite zu ziehen. Als Bosch dies ablehnt, ahnt er schon, dass Moore es darauf anlegt, von Bosch erschossen zu werden. Moore greift zur Waffe und Bosch erschießt ihn. Die Leiche und das Geld lässt er zurück.
In Los Angeles findet das Begräbnis von Moore mit großem Zeremoniell der Polizeiprominenz statt. Assistant Chief Irvin Irving weiß inzwischen, dass er selbst verantwortlich für die falsche Identifizierung der Leiche war. Er stoppt das Begräbnis trotzdem nicht. Bosch und Irving wissen das beide, weshalb Irving den Alleingang von Bosch nicht disziplinarisch ahnden kann.

## Hintergrund
‚Ice‘ ist eine sehr reine Form von Methamphetaminhydrochlorid, die Ende der 1980er Jahre aus Asien kommend sehr schnell in Hawaii viele Konsumenten fand. Die Verbreitung von ‚Ice‘ hat Michael Connelly dazu inspiriert, eine aus Mexiko stammende Variante ‚Black Ice‘ zu erfinden und zum Titel des Romans „Schwarzes Eis“ zu machen. Im Roman spielt die Rivalität zwischen Drogenkartellen aus Hawaii und Mexiko allerdings nur eine Nebenrolle. Das Polizeimilieu steht im Vordergrund und das Spiegelbildliche der Orte Mexicali und Calexico ist eine Art Leitmotiv für den Hintergrund der Ereignisse im Roman.

## Rezeption
Kirkus Review betont die Insiderkenntnisse von Michael Connelly:
„Connelly (der in der Los Angeles Times über Kriminalität berichtet) zeigt erneut sein Wissen über die Art und Weise, wie Polizisten arbeiten – und über die Klischees von Kriminalromanen.“ Im abschließenden Urteil vergleicht die Rezension von Kirkus Review „Schwarzes Eis“ mit der Stuart-Haydon-Serie von David L. Lindsey, der mehr Nervenkitzel attestiert wird. Publishers Weekly konstatiert, dass sich Connelly mit seinem zweiten Roman als „Schriftsteller mit einem besonders guten Erzähltalent“ etabliert.
Präsident Bill Clinton, wie Harry Bosch Liebhaber des Saxophons, gefiel „Schwarzes Eis“ so gut, dass er Connelly 1993 zu einem kurzen Treffen auf dem Internationalen Flughafen LAX von Los Angeles einlud: ‚Hey, ich habe gerade Ihr Buch gelesen… ich mag das Saxophon.‘.

## Ausgaben
- Michael Connelly: The Black Ice. Little, Brown and Company, 1993, ISBN 0-316-15382-6
- Michael Connelly: Schwarzes Eis. Roman. Aus dem Amerikanischen von Norbert Puszkar. Heyne, München 1996, ISBN 978-3-453-10819-6, als Taschenbuch Heyne, München 2005, ISBN 978-3-453-43180-5
- Michael Connelly: Schwarzes Eis, aus dem Amerikanischen von Norbert Puszkar und Schwarze Engel, aus dem Amerikanischen von Sepp Leeb, Zwei Harry-Bosch-Romane in einem Band. Heyne, München 2005, ISBN 978-3-453-43092-1.
- Michael Connelly: Schwarzes Eis. Roman. Aus dem Amerikanischen von Norbert Puszkar. Ueberreuter, Wien 2007, ISBN 978-3-8000-9274-1.
- Michael Connelly: Schwarzes Eis: Der zweite Fall für Harry Bosch. Aus dem amerikanischen Englisch von Norbert Puszkar. Kampa Verlag, Zürich 2021, ISBN 978-3-311-15512-6, auch als E-Book.